# Apion (grammairien)
Pour les articles homonymes, voir Apion.
Apion, dit Pleistonicès, est un grammairien et polygraphe grec d'Alexandrie, ayant vécu dans la première moitié du Ier siècle ap. J.-C. Il est surtout connu par la réfutation de ses discours contre les Juifs dans le Contre Apion de Flavius Josèphe.

## Biographie
C'était un Égyptien d'origine, hellénisé (cf. Contre Apion, II, 3). La Souda l'appelle « Ἀπίων ὁ Πλειστονίκου » (c'est-à-dire « fils de Pleistonicos »), mais selon Pline l'Ancien (XXXVII, 19), Aulu-Gelle (V, 14, 1 ; VII, 8, 1), Clément d'Alexandrie (Strom., I, 21), Eusèbe de Césarée (Prép. évang., I, 10, 12), « Πλειστονίκης » était son surnom ; Julius Africanus (cité par Eusèbe, Prép. évang., X, 10, 16) l'appelle « fils de Poseidonios ». Né dans le Fayoum, il vint très jeune à Alexandrie, se fit grammairien, et succéda à Théon le Grammairien à la tête de son école. Spécialiste d'Homère, il fit sur cet auteur des tournées de conférences (jusqu'en Grèce et à Rome) qui eurent beaucoup de succès. Il était connu pour son grand savoir et son travail acharné (on le surnommait Μόχθος, « Labeur »), mais aussi pour sa vanité démesurée et son aspiration à la célébrité,. Il était d'ailleurs sûrement très célèbre en son temps, car Pline se moqua de lui en ces termes : « Apion le grammairien, que l'empereur Tibère appelait cymbale du monde bien qu'il méritât plutôt d'être nommé trompette de sa propre renommée, a écrit qu'il immortalisait ceux à qui il dédiait quelque ouvrage. » Alexandrie lui ayant accordé le droit de cité, il qualifia d'heureuse une cité qui avait désormais un tel citoyen .
Sous Caligula, en 40, Hérode Agrippa séjournant à Alexandrie, une forte hostilité anti-juive s'exprima parmi les « Grecs » de la cité, et des affrontements violents eurent lieu. Les Juifs envoyèrent auprès de l'empereur à Rome une délégation conduite par Philon, les « Grecs » une autre dirigée par Apion. Il aurait encore vécu et enseigné à Rome sous le règne de Claude, mais sa réputation y aurait été supplantée par le plus jeune Héraclide du Pont le Grammairien.
On lui connaît les ouvrages suivants :
- des Αἰγυπτιακά (Égyptiaques) en cinq livres, dont on conserve des fragments des livres III, IV et V (les attaques contre les Juifs citées dans le Contre Apion se trouvaient dans les livres III et IV ; l'anecdote d'Androclès et le lion, reprise par Aulu-Gelle en V, 14, venait du livre V ; le même Aulu-Gelle lui emprunte aussi, en VI, 8, l'histoire de l'amour d'un dauphin pour un jeune garçon ; le titre Ἱστορία κατ'ἔθνος, dont parle la Souda, désigne sûrement le même ouvrage) ;
- Περὶ τῆς Ἀπικίου τρυφῆς (Le luxe d'Apicius), consacré au fameux Marcus Gavius Apicius, dont ne reste qu'une citation chez Athénée, 294f, à propos du poisson ἔλλοψ qui serait le même que l'ἀκκιπήσιον (sans doute l'esturgeon) ;
- Περὶ μάγου (Sur un magicien), cité par la Souda à l'article « Πάσης » pour expliquer une expression ;
- De metallica disciplina, titre donné en latin par Pline l'Ancien (livre XXXV) ;
- Γλῶσσαι Ὁμηρικαί, un glossaire homérique utilisé par les lexicologues postérieurs (et, directement ou indirectement, par Eustathe de Thessalonique) ; on conserve d'ailleurs une très maigre collection de gloses homériques intitulée Ἀπίωνος γλῶσσαι Ὁμηρικαί dans certains manuscrits ;
- Περὶ τῶν στοιχείων (Les lettres de l'alphabet), ouvrage mentionné une fois dans une scholie à la Grammaire de Denys le Thrace.